# Penatahan
Penatahan is een bestuurslaag in het regentschap Tabanan van de provincie Bali, Indonesië. Penatahan telt 2305 inwoners (volkstelling 2010).